# Macrosiphoniella oblonga
Macrosiphoniella oblonga är en insektsart som först beskrevs av Alexandre Mordvilko 1901.  Macrosiphoniella oblonga ingår i släktet Macrosiphoniella och familjen långrörsbladlöss. Arten är reproducerande i Sverige. Inga underarter finns listade i Catalogue of Life.